# Краснопевцев, Николай Иванович
Николай Иванович Краснопе́вцев — советский учёный, конструктор хлебопекарных печей.

## Биография
- 1926—1930 — преподавал в МХТИ имени Д. И. Менделеева (руководитель кафедры котельных установок).
- 1930—1931 — профессор кафедры теплотехники[1].

В 1930—1937 годах зав. кафедрой энергетики в МИТХТ имени М. В. Ломоносова, профессор. Позже — зав. кафедрой технической термодинамики.
Одновременно в 1930—1940-х годах работал в НИИ хлебопекарной промышленности НКПП СССР, зав. физико-теплотехнической лабораторией.
Кандидат технических наук.
Изобрёл (вместе с инженером В. Н. Лавровым) мобильную хлебопекарню: конвейерную люлечную печь ФТЛ-2 производительностью 15 тонн булочных изделий в сутки (1939—1941).

## Публикации
- Основы технической термодинамики [Текст] / Н. И. Краснопевцев ; Моск. ин-т тонкой хим. технологии им. М. В. Ломоносова. — Москва : Сов. наука, 1953. — 151 с. : табл. ; 23 см.
- Краснопевцев, Николай Иванович. … Паровые турбины. Конспективный курс для втуз’ов и техникумов. ' М., Моск. вечер, рабоч. хим.- механич техникум, Центр, полиграф, шк. ФЗУ им. Борщевского. 1928. 92, |3| стр., с илл., черт.
- Паровые котлы/Н. И. Краснопевцев. — 1927.

## Награды и премии
- Сталинская премия III степени (10 апреля 1942) — за разработку конструкций хлебопекарных автоматических печей
- медаль «За трудовую доблесть»